# 県下太鼓打競技大会
県下太鼓打競技大会（けんかたいこうちきょうぎたいかい）は、石川県羽咋郡志賀町高浜町にある小浜神社で開催される太鼓打競技大会。毎年9月の第3月曜日に開催される。

## 概要
1931年に第1回大会が開催された。太平洋戦争激化を理由に1944・1945年は中断したが、以降は毎年開催されている。
大バイ、小バイと呼ばれる打ち手の2人1組を持って一つの太鼓を打つのが特徴で、打ち込み（音の大きさ）・芸（打ち姿の美しさや合間に見せる芸の良し悪し）・調子（音律、リズム）が採点項目となる。参加資格は「石川県内に在住」だが、県外在住者も参加できている。
優勝者には「大関」の称号が与えられる。さらに、過去10年間の大関獲得者による「横綱大会」が開催され、最高位の「横綱」が決まる。

## その他の大会
小浜神社で開催される大会以外にも輪島大会や和倉大会、七尾大会、鹿島大会（現在は開催されず）、富来大会（中学生以下）、大念寺大会（中学生以下）など石川県内各地で行われている。